# 後藤田三朗
後藤田 三朗（ごとうだ みつお、1956年7月5日 - 2012年4月1日）は、日本の写真家、「手話の日」の提唱者。

## 人物
岡山県倉敷市出身。3歳のとき薬禍（薬害）により聾唖となる。1980年多摩芸術学園写真科（現 多摩美術大学芸術部写真科）卒業。1983年に町のスナップ写真を集めた初個展「写真機無音」を東京、名古屋、大阪、広島、岡山で開催。1989年には写真集『盗と夢と写・1977～1988』で第39回日本写真協会を受賞。
ユーモア&ウィットに富んだ表現と、トリミングを行わないフレーミングの正確さが後藤田作品の特徴である。国内外で個展多数。
自身が聾唖であることから手話の普及活動にも取り組んだ。『手話の日』（5月5日、手話は両手の5本の指を使うことから）の提唱者でもある。2012年4月1日逝去。

## 主な作品
- 写真機無音 Chameleon1979-1982（1983） 後藤田三朗
- 盗と夢と写 1977～1988（1989） 後藤田三朗
- のぞく (日本傑作絵本シリーズ)（2006年）天野祐吉、大社玲子、後藤田三朗

## 主な受賞歴
- 日本写真協会新人賞受賞（1989年）

## 主な展覧会
キャノンサロン、大阪万国博ホール、東京都美術館、日本橋三越ギャラリー、西武アートフォーラム、ナビオ美術館、アムステルダムフォトギャラリー、シャルロア美術館、アルル国際フェスティバル、クンストミュージアム美術館、等